# Gazzetta del Sud
La Gazzetta del Sud (Gazeta del Sur) es un periódico italiano con sede en Mesina, (isla de Sicilia, Italia) y propiedad de la Società Editrice Siciliana (Sociedad Editora Siciliana).
El periódico fue fundado en 1952: es el primer diario en Calabria y el tercero en Sicilia. En agosto de 2017, Gazzetta del Sud compró al competidor Giornale di Sicilia.